# Kongsberg (stacja kolejowa)
Kongsberg – kolejowy przystanek osobowy w Kongsbergu, w regionie Buskerud w Norwegii, jest oddalony od Oslo Sentralstasjon o 99,37 km. Jest położony na wysokości 161,9 m n.p.m.

## Ruch dalekobieżny
Jest stacją obsługującą dalekobieżne połączenia z południowo-zachodnią i południową częścią kraju. Stacja przyjmuje sześć par połączeń dziennie do Kristiansand, Arendal i Stavanger.

## Ruch lokalny
Leży na linii Sørlandsbanen. Jest elementem  kolei aglomeracyjnej w Oslo. Jest ostatnią stacją linii 450.  Stacja obsługuje Oslo Sentralstasjon, Drammen, Asker, Lillestrøm i Skøyen.
| Numer | Stacja początkowa | stacja końcowa |
| ----- | ----------------- | -------------- |
| 450   | Kongsberg         | Eidsvoll       |

Pociągi linii 450 odjeżdżają w obu kierunkach co godzinę; od Asker jadą trasą Askerbanen a między Oslo a Lillestrøm jadą trasą Gardermobanen. 

## Obsługa pasażerów
Wiata, poczekalnia, kasa biletowa, automat biletowy, telefon publiczny, parking na 207 miejsc, parking rowerowy, winda peronowa, ułatwienia dla niepełnosprawnych, schowki bagażowe, kiosk, przystanek autobusowy, postój taksówek. Blisko stacji narciarskie trasy zjazdowe.